# Ceratothoa italica
Ceratothoa italica is een pissebed uit de familie Cymothoidae. De wetenschappelijke naam van de soort is voor het eerst geldig gepubliceerd in 1883 door Schiödte & Meinert.